# Черемная Гора
Черемна́я Гора́ — деревня в Трубникоборском сельском поселении Тосненского района Ленинградской области.

## История
Впервые упоминается в Писцовой книге Водской пятины 1500 года как деревня Чермная Гора в Ильинском Тигодском погосте Новгородского уезда.
В переписи 1710 года в Ильинском Тигодском погосте упоминается поместная пустошь, а затем деревня Кремная Гора, она же деревня Черемна, принадлежащая помещику Секирину.
Как деревня Черамна Гора она отмечена на карте Санкт-Петербургской губернии 1792 года А. М. Вильбрехта.

ЧЕРЕМНАЯ ГОРА (ЧЕРЕМЫТХА) — деревня Черемно-горского сельского общества, прихода села Пельгоры.

Дворов крестьянских — 29. Строений — 86, в том числе жилых — 82. 

Число жителей по семейным спискам 1879 г.: 58 м. п., 65 ж. п.; по приходским сведениям 1879 г.: 56 м. п., 63 ж. п. (1884 год)

В конце XIX — начале XX века деревня административно относилась к Любанской волости 1-го стана 1-го земского участка Новгородского уезда Новгородской губернии.

ЧЕРЕМНАЯ ГОРА — деревня Черемногорского сельского общества, дворов — 26, жилых домов — 34, число жителей: 76 м. п., 72 ж. п. 

Занятия жителей — земледелие. Часовня, хлебозапасный магазин, мелочная лавка. (1907 год)

Согласно военно-топографической карте Петроградской и Новгородской губерний издания 1917 года деревня Черемная Гора состояла из 29 крестьянских дворов, в деревне находилась ветряная мельница.
С 1917 по 1927 год деревня Черемная Гора входила в состав Любанской волости Новгородского уезда Новгородской губернии.
С 1927 года в составе Чудскоборского сельсовета Любанского района.
В 1928 году население деревни Черемная Гора составляло 146 человек.
С 1930 года в составе Тосненского сельсовета Тосненского района.
По данным 1933 года деревня Черемная Гора входила в состав Чудскоборского сельсовета Тосненского района.

План деревни Черемная Гора. 1937 год

Согласно топографической карте 1937 года деревня насчитывала 25 дворов. В деревне была своя школа.
С 1 сентября 1941 года по 31 декабря 1943 года деревня находилась в оккупации.
В 1965 году население деревни Черемная Гора составляло 68 человек.
По данным 1966, 1973 и 1990 годов деревня Черемная Гора также находилась в составе Чудскоборского сельсовета.
В 1997 году в деревне Черемная Гора Чудскоборской волости проживали 23 человека, в 2002 году — 18 человек (русские — 89 %).
В 2007 году в деревне Черемная Гора Трубникоборского СП — 14 человек.

## География
Деревня расположена в восточной части района на автодороге 41К-844 (Смердыня — Чудской Бор), к северу от центра поселения — деревни Трубников Бор.
Расстояние до административного центра поселения — 16 км.
Расстояние до ближайшей железнодорожной платформы Померанье — 10 км.
Деревня находится на правом берегу реки Тигода.

## Демография
| 2007 | 2010 | 2017 |
| ---- | ---- | ---- |
| 14   | ↘10  | ↗12  |

## Улицы
Центральная.